# Casa Bianca (Mosca)
La Casa Bianca (in russo Белый дом?, Bely dom; ufficialmente: Casa del Governo della Federazione Russa, tr. Dom pravitelstva Rossiiskoi Federatsii), anche conosciuta come la Casa Bianca russa, è un edificio governativo a Mosca. Si trova sull'argine di Krasnopresnenskaya. L'edificio funge da ufficio principale del governo della Russia ed è il luogo di lavoro ufficiale del Primo ministro russo.

## Storia

### Unione Sovietica
La Casa Bianca - originariamente chiamata La casa dei Soviet, venne progettata dagli architetti Dmitry Chechulin e Pavel Shteller. Il progetto complessivo segue la bozza di Chechulin del 1934 sull'edificio dell'Aeroflot. La costruzione iniziò nel 1965 e terminò nel 1981.
Dopo il completamento dell'edificio nel 1981, il Soviet supremo della Russia, che fino a quel momento aveva tenuto le sue sedute nel Gran Palazzo del Cremlino, venne trasferito nella Casa Bianca. Il Soviet supremo della Russia rimase nell'edificio fino alla fine dell'Unione Sovietica nel 1991, così come durante i primi anni della Federazione Russa. Nel 1991 l'Unione Sovietica emise un francobollo da 50 copechi raffigurante la Casa Bianca e onorando la resistenza al tentativo di colpo di stato sovietico del 1991.

### Federazione Russa
Dopo la fine dell'Unione Sovietica, la Casa Bianca ha continuato a fungere da sede del parlamento russo.

#### Crisi costituzionale russa del 1993
All'alba del 4 ottobre 1993, l'Esercito russo circondò l'edificio del parlamento, e poche ore dopo i carri armati dell'esercito iniziarono a bombardare la Casa Bianca. La Casa Bianca rimase danneggiata per qualche tempo dopo la crisi, e le tracce dei bombardamenti dei carri armati diventarono famose, tanto che divenne tradizionale fotografare gli sposi di fronte alla facciata danneggiata.
Il parlamento riformato, conosciuto in seguito con il suo titolo di Duma di Stato dell'era zarista, fu eletto nel 1994 e trasferito in un altro edificio in via Okhotny Ryad di Mosca. A partire dal 2016 la Casa Bianca ristrutturata ospita il Governo russo. Un'iscrizione alla base della torre recita Casa del Governo della Federazione Russa.

## Architettura
Durante la costruzione della Casa Bianca, Dmitry Chechulin ha utilizzato elementi del suo non realizzato progetto del 1934 per la sede della compagnia aerea statale Aeroflot. L'idea originale è stata sviluppata in onore del salvataggio, da parte dei piloti sovietici, dei passeggeri della nave a vapore affondata SS Chelyuskin. La costruzione avrebbe dovuto avere forme semplificate. Lo stilobate dell'edificio aveva dimensioni simili a quelle della nave, ma era completato da numerose composizioni scultoree. L'ingresso principale sottolineava il portico, che ricordava un arco di trionfo. Si presumeva che l'edificio avrebbe formato un nuovo aspetto della piazza della stazione ferroviaria di Belorussky. Ma la struttura non corrispondeva al sito in termini di dimensioni e configurazione, quindi non è mai stata costruita.

## Galleria d'immagini

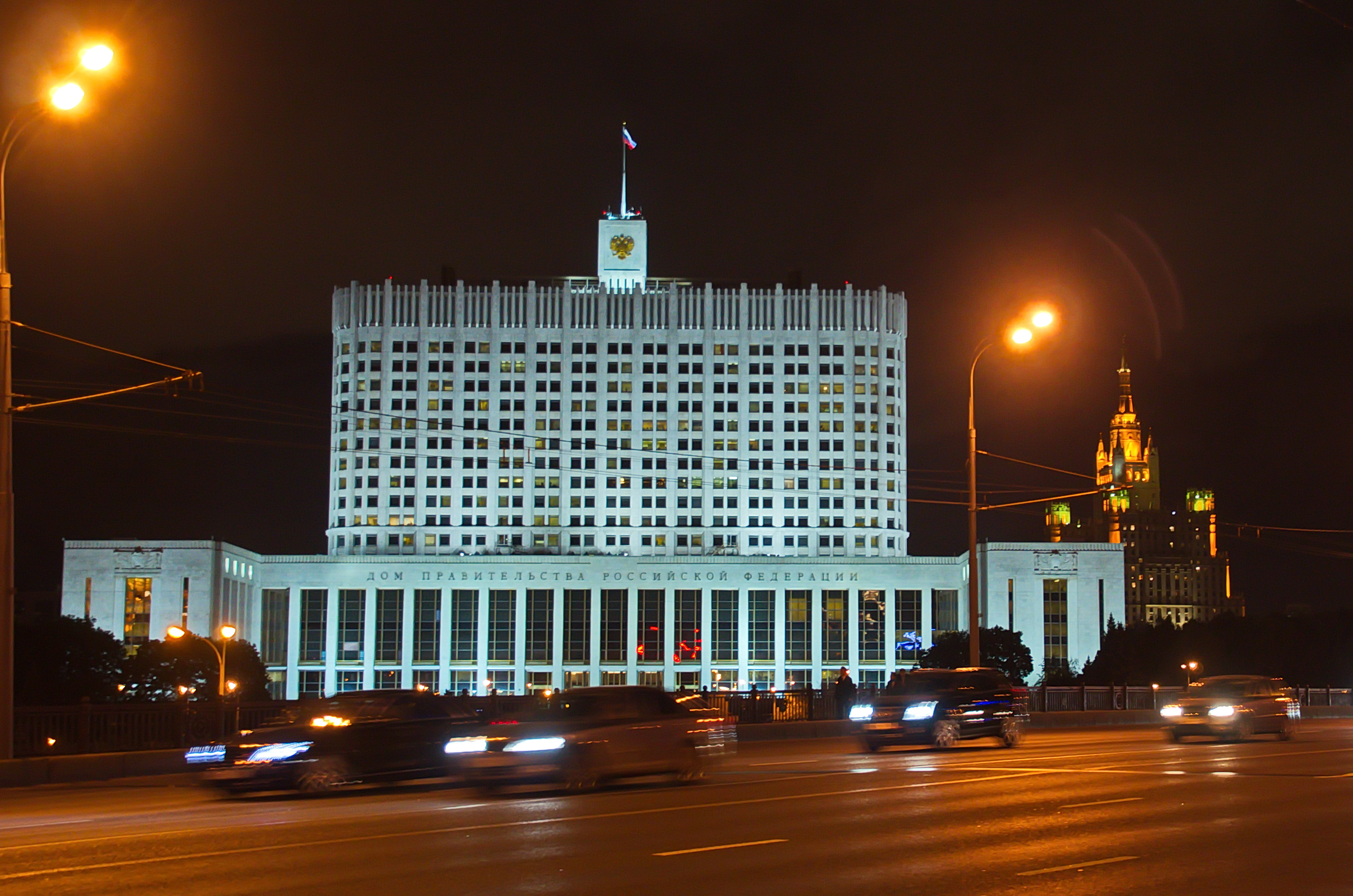
La Casa Bianca vista di notte
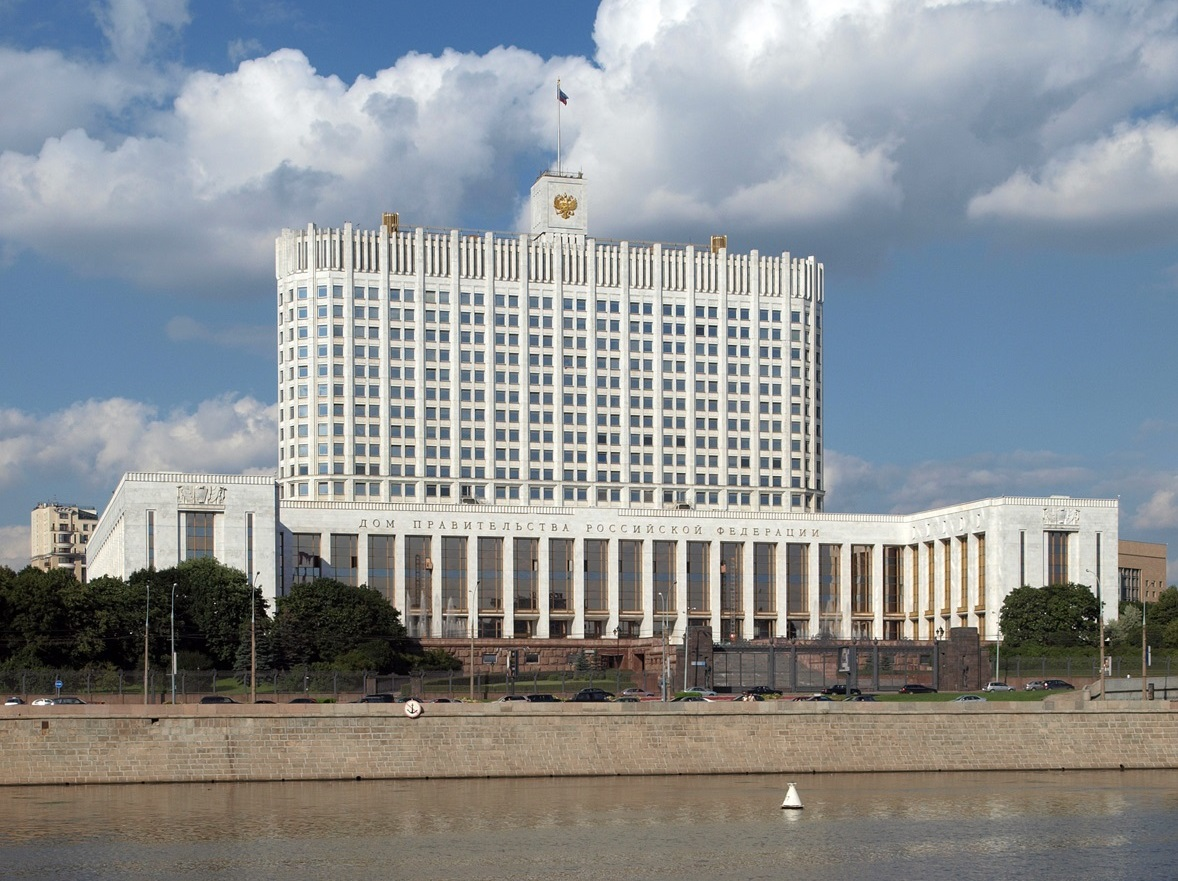
La Casa Bianca nel 2008
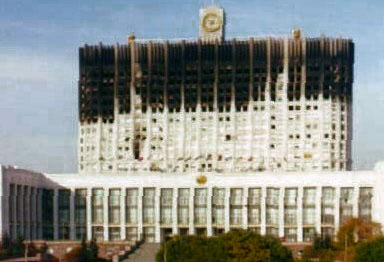
La Casa Bianca durante la crisi costituzionale russa del 1993
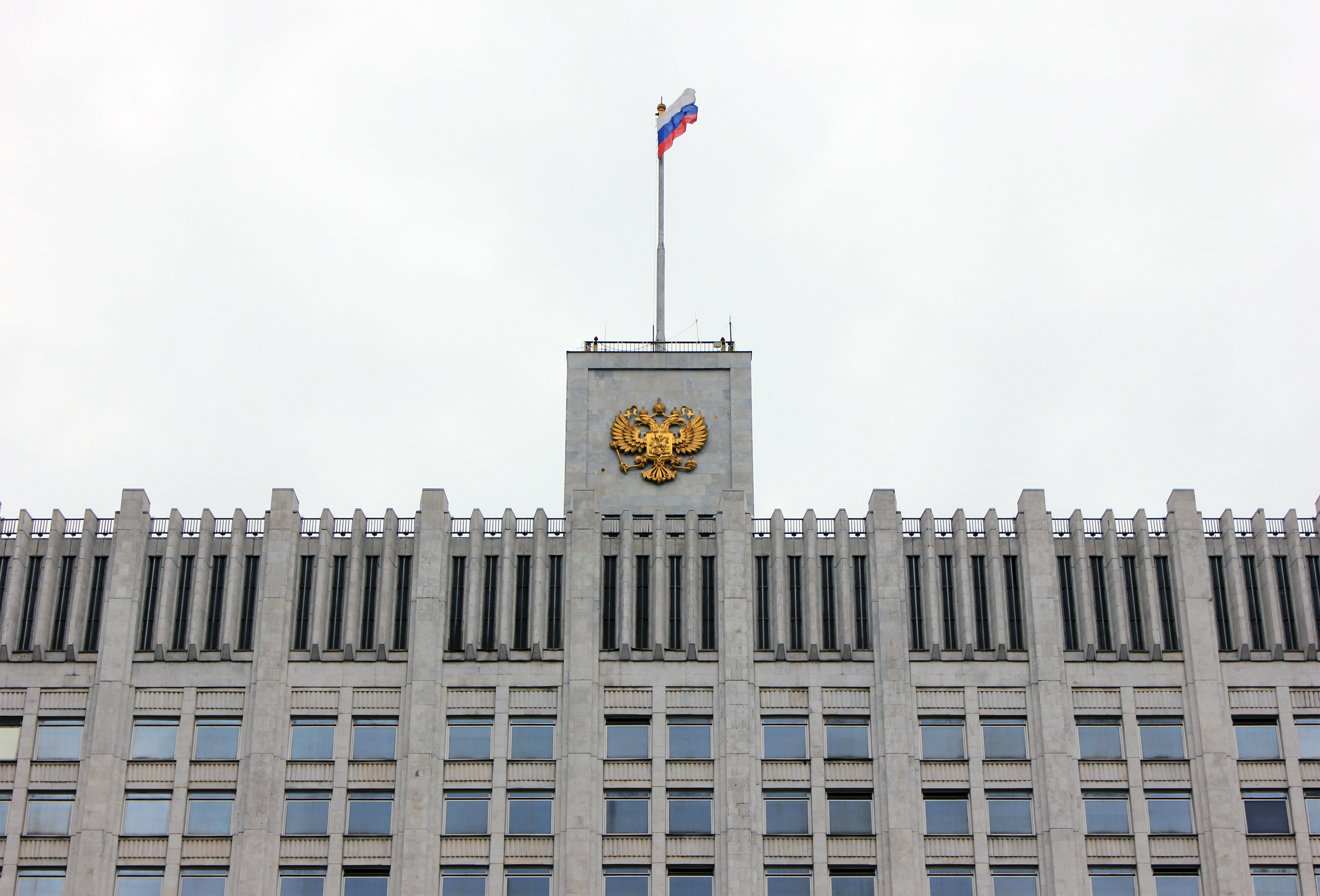
Torre con stemma russo sulla cima della Casa Bianca a Mosca